# (6563) Steinheim
(6563) Steinheim est un astéroïde de la ceinture principale.

## Description
(6563) Steinheim est un astéroïde de la ceinture principale. Il fut découvert le 11 décembre 1991 à Tautenburg par Freimut Börngen. Il présente une orbite caractérisée par un demi-grand axe de 2,30 UA, une excentricité de 0,07 et une inclinaison de 5,9° par rapport à l'écliptique.

## Compléments